# Pavel Budský
Pavel Budský (Praag, 30 oktober 1973) is een Tsjechische honkbalspeler die vroeger voor Tsjecho-Slowakije uitkwam.
Budský gooit en slaat rechts en was de eerste Tsjecho-Slowaakse honkballer die uitkwam als professional in Amerika. In 1987 begon Budský met een groep vrienden met honkballen nadat hij eerst actief was geweest als softballer. Met een plaatselijke trainer, Tomas Vavrusa, lukte het om een goed team te formeren om mee te doen aan de nationale competitie waar hij meermaals de competitie aanvoerde als beste slagman en speler met de meeste homeruns. Als slagman viel Budský op bij Amerikaanse scouts van de Major League die hem een contract aanboden bij de Montréal Expos in Canada als slagman. In Canada bleef hij buiten de minor league competitie maar in 1997 ging hij spelen in Amerika bij de Kansas City Royals waar hij ook als werper fungeerde. In 1997 werd hij geselecteerd voor het Tsjechische nationale honkbalteam en speelde mee in de Europese kampioenschappen van 1997. In 2000 ging hij spelen voor de Nederlandse hoofdklassevereniging HCAW in Bussum waar hij twee seizoenen voor zou uitkomen. In 2001 kwam hij weer uit voor het nationale team van zijn land tijdens de Europese kampioenschappen van dat jaar en stond opgesteld zowel als werper als als eerste honkman. Tussen 2003 en 2007 kwam hij weer uit in de Tsjechische hoofdklasse, de Extraliga, voor de club Draci Brno uit Brno als werper en ook speelde hij in dat jaar weer in het nationale team tijdens de Europese kampioenschappen. In 2005 speelde Budský inmiddels als veteraan voor het eerst mee in de Baseball World Cup van 2005, de enige waarvoor het nationale team van zijn land zich ooit had weten te plaatsen. In 2006 won hij met zijn club de twaalfde Extraliga landstitel. In 2007 kwam hij ook weer uit voor het nationale team en speelde mee tijdens de Europese kampioenschappen van dat jaar maar niet meer als werper. In 2012 kwam hij uit als eerste honkman tijdens de voorrondes van de World Baseball Classic.